# پی‌سی‌آی اکس‌پرس

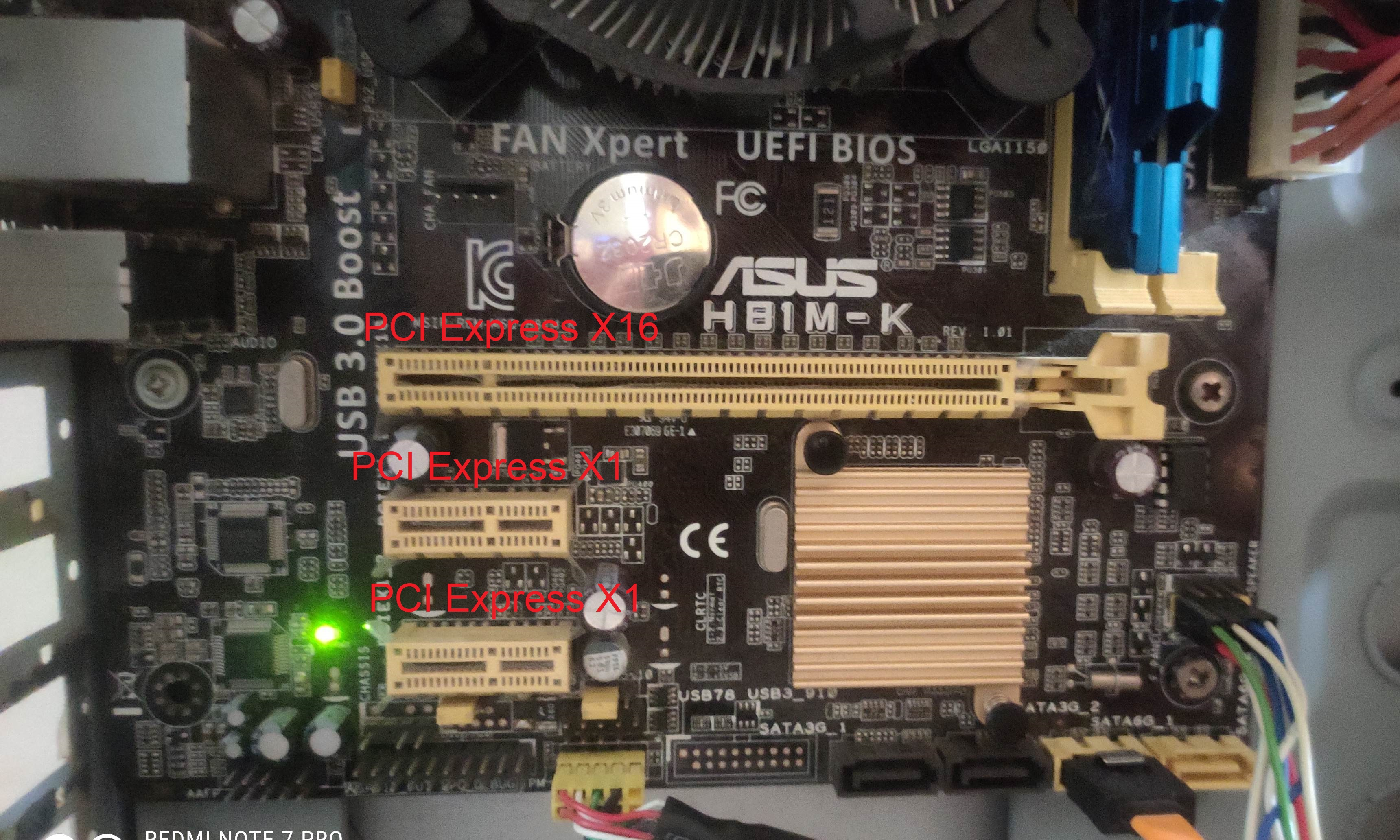
دو نوع از اسلات پی سی آی اکس پرس

پی‌سی‌آی اکس‌پرس (به انگلیسی: PCI-E) نسخه ۱ در سال ۲۰۰۳ با نرخ داده ۲۵۰ مگابایت بر ثانیه و سرعت انتقال ۲٫۵ گیگاترنسفر در هر ثانیه توسط شرکت پی سی آی-اس آی جی معرفی شد و حدود ۴ سال بعد یعنی در سال ۲۰۰۷ ورژن ۲ آن با نرخ داده و نرخ انتقال دو برابر عرضه شد، چندی بعد ورژن ۲٫۱ این گذرگاه معرفی شد که در آن بسیاری از مشکلات برطرف و امکاناتی نیز به آن اضافه شده بود اما سرعتش تغییری نکرده بود. در ماه اوت سال ۲۰۰۷ شرکت PCI-SIG اعلام کرد که ورژن ۳ این محصول که دارای ۸ گیگاترنسفر بر ثانیه سرعت انتقال می‌باشد را در سال ۲۰۱۱ معرفی خواهد کرد که طبق آخرین اخبار این شرکت قصد معرفی این ورژن را در سه ماههٔ چهارم سال ۲۰۱۰ دارد و به احتمال زیاد ورود این ورژن همراه با تحولاتی در شیوه ساخت کارتهای گسترش خواهد بود.

## معماری
اساساً باس PCI-E یک باس سریال پرسرعت است که به عنوان جایگزینی برای باس‌های قدیمی تر مانند PCI و PCI-X مطرح است. تفاوت اصلی بین باس‌های PCI قدیمی و PCI-E در این است که در باس‌های PCI قدیمی از معماری باس موازی مشترک (Shared parallel bus) استفاده می‌شد. در این نوع معماری میزبان مجموعه‌ای از آدرس‌ها، دیتا و خطوط کنترلی را بین خود و قطعات جانبی به اشتراک می‌گذاشت. در مقابل PCI-X از یک آرایش نقطه به نقطه (Point to Point) به همراه یک ارتباط سریال مستقل برای ارتباط میزبان با هر یک از قطعات جانبی استفاده می‌کند
به خاطر استفاده از آرایش باس مشترک در باس‌های PCI قدیمی دسترسی به باس باید توسط مکانیزم‌هایی داوری شود تا مانع از تداخل و تصادم شود (مکانیزم داوری در دستیابی به باس در جایی که چند Master روی باس وجود دارند اهمیت پیدا می‌کند). در این آرایش همواره یکی از Masterها توانایی در دست گرفتن باس آنهم در یک جهت را دارد. در ساختار تأمین کلاک هم معمولاً سرعت کلاک باس به اندازه کندترین قطعه روی باس پایین می‌آید. اما در باس PCI-E باس کاملاً دوطرفه (Full Duplex) عمل می‌کند

## ان‌ویدیا
شرکت ان‌ویدیا تمام پردازنده‌های گرافیکی خود بعد از سری ۷۹۰۰ را به رابط PCI-Express مجهز کرده است.

## اِی تی آی

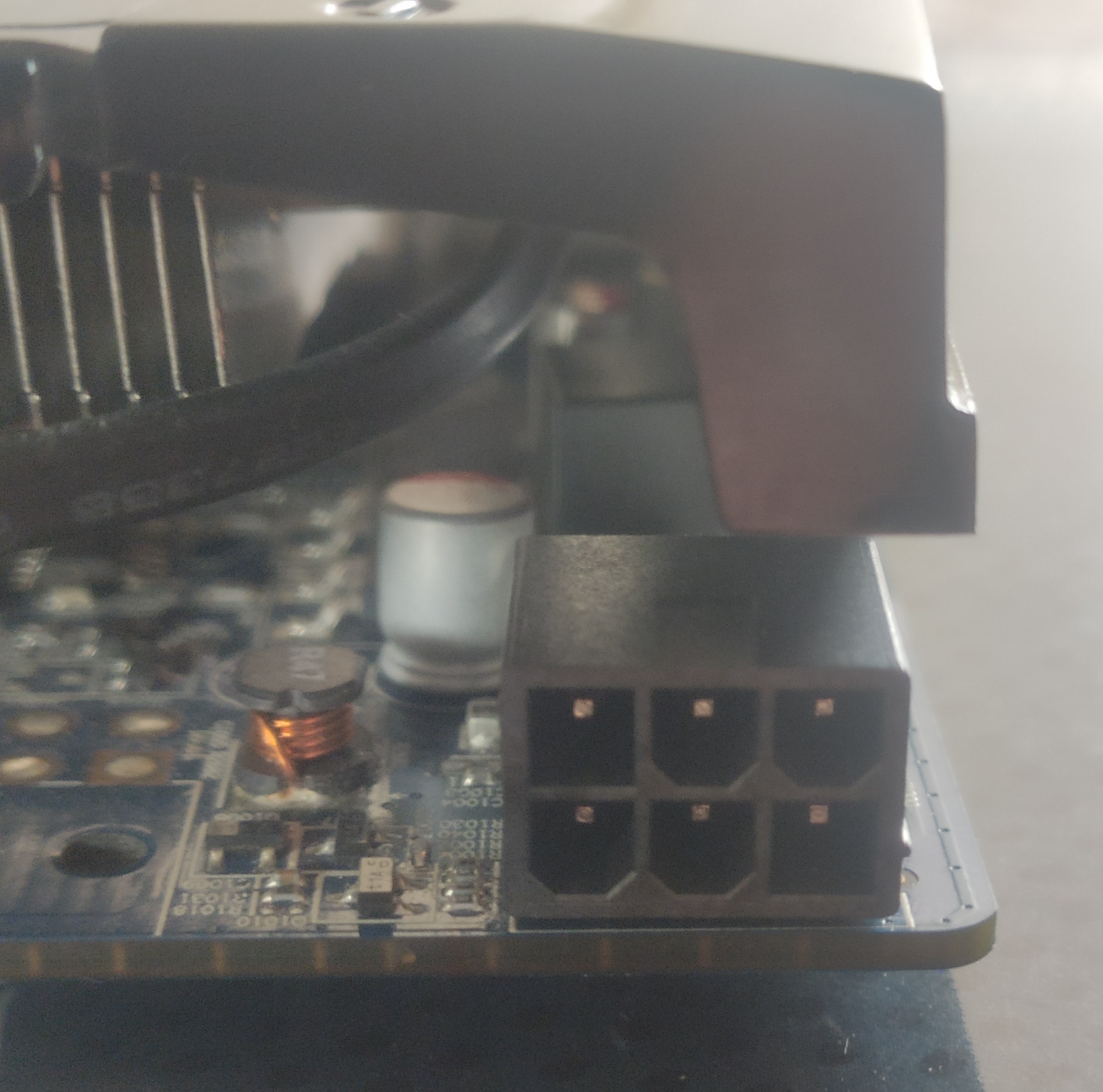
اکثر کارت های گرافیک امروزی، ورودی برق خود را به صورت مستقیم و با استفاده از سوکت برق ۶ پین یا ۸ بین(یا هر دو) از واحد منبع تغذیه رایانه دریافت می کنند؛ برخی از آنها فقط یک سوکت تغذیه دارند و برخی دیگر از دو سوکت تغذیه استفاده می کنند.

شرکت ای تی آی تمام پردازنده‌های خود از سری ۳۰۰۰ به بعد را به رابط PCI-Express نسخه ۲ مجهز کرده است.
کارت گرافیک XFX ATI Radeon HD ۵۸۷۰ که بر پایه تراشه گرافیکی ATI HD ۵۸۷۰ تولید شده است. این محصول که با نام کد Cypress در بازار شناخته می‌شود اولین پشتیبان DirectX ۱۱ بوده و در نوع خود بی نظیر، نظر بسیاری از کارشناسان و به خصوص دوستداران بازی‌های کامپیوتری را به خود جلب کرده است. این کارت گرافیک با پشتیبانی از چندین فناوری جدید و انحصاری ATI، دروازه‌ای جدید و شگفت‌انگیز را به سوی خلق جلوه‌های بصری و گرافیک رایانه‌ای گشوده است.XFX HD ۵۸۷۰ مجهز به فناوری‌های نوین از جمله ATI Eyefinity technology و ATI Stream technology می‌باشد.Eyefinity فناوری اتصال چند صفحه نمایش به صورت همزمان است و به کاربر این امکان را می‌دهد تا با اتصال ۳ صفحه نمایش به طور همزمان به یک کارت گرافیک، تصاویر با ابعاد بزرگ را بر روی این ۳ صفحه نمایش تقسیم نموده و هر صفحه نمایش مسوولیت اجرای یک سوم از تصویر را بر عهده خواهد داشت.ATI Stream Technology فناوری انحصاری دیگری است که با ارتقاء قدرت پردازش گرافیکی (GPU) تصاویر زنده تر و روان تر را خلق می‌کند.HD۵۸۷۰ از پردازنده گرافیکی با فرکانس ۸۵۰MHz معادل ۲٫۷ TeraFLOP و ۱۰۲۴ مگابایت حافظه گرافیکی GDDR۵ و stream Processor ۱۶۰۰بهره می‌برد. کارت گرافیک مذکور با پشتیبانی از فناوری سایه زنی Shader ۵٫۰ و فناوری گرافیکی OpenGL ۳٫۲، برای گیمرهای حرفه‌ای بازی‌های رایانه‌ای بهترین گزینه است. از سوی دیگر با مجهز بودن این کارت گرافیک به درگاه‌های متنوع چند رسانه‌ای از جمله HDMI و HD Display port تمامی صفحه نمایش‌های کیفیت بالای Full HD تحت پوشش این محصول قرار می‌گیرند.